# 巴卢尔加特
巴卢尔加特（Balurghat），是印度西孟加拉邦Dakshin Dinajpur县的一个城镇。总人口135516（2001年）。

## 人口
该地2001年总人口135516人，其中男性68822人，女性66694人；0—6岁人口11570人，其中男5899人，女5671人；识字率79.18%，其中男性为82.51%，女性为75.74%。